# River Lady (Schiff, 1970)
Die River Lady ist ein Tagesausflugsschiff, das auf dem unteren Niederrhein bei Wesel beheimatet ist.

## Geschichte
Das Tagesausflugsschiff wurde 1970 auf der Schiffswerft Schmidt in Oberkassel (Bonn) als Verona vom Stapel gelassen. 1979 wurde es nach einem originalen Bauplan eines Raddampfers vom Mississippi umgebaut und in River Lady umgetauft. Seitdem wird es für Schiffsfahrten auf dem Rhein eingesetzt. Bis 1988 war der Heimathafen Bonn und es wurde auf dem Mittelrhein verwendet. Seit 1989 ist der Heimathafen Wesel und es fährt auf dem Niederrhein. Das Schiff hat 275 Salonplätze und 225 Freideckplätze. Neben den planmäßigen Einsätzen wird die River Lady ganzjährig nach Absprache als Veranstaltungsschiff zur Vercharterung angeboten.